# Église Saint-Blaise d'Angers
Pour les articles homonymes, voir Église Saint-Blaise.
L'église Saint-Blaise était située à Angers, en Maine-et-Loire.